# 채백 황
채백 황(蔡伯 荒)은 채나라의 제3대 군주이다. 성은 희(姬). 이름이 황(荒)이다. 채중 호의 유일한 아들이자 주 성왕과 주 강왕의 두 번째 사촌이다. 그의 아들은 후(后)라는 더 높은 칭호를 가진 채 궁후로 그의 땅을 물려받았다.

## 같이 보기
- 사기 (역사서)